# 방승환
방승환 (方承奐, 1983년 2월 25일 ~ )은 대한민국의 축구 선수로서 포지션은 공격수이다.

## 클럽 경력
2004년 인천 유나이티드에서 창단 멤버로 입단하였다. 2004년 7월 11일에 열리 대구 FC와의 리그컵 경기에서 프로 데뷔골을 포함해 2골을 넣는 활약을 펼쳤다. 2005년 K리그 준우승에 공헌하였다.
2007년 5월 23일 인천 유나이티드가 포항 스틸러스와 2-2로 비긴 경기에서 경기 시작 11초만에 선제골을 넣어, K-리그의 최단시간 득점을 기록하였다.
2007년 10월 3일 전남 드래곤즈와의 FA컵 4강전 경기에서 전반 2분 판정에 항의하다 첫 경고를 받았고 전반 16분 이규로에게 백태클을 가하여 두 번째 경고를 받은 뒤 경고누적으로 퇴장당하자 판정에 불만을 품고 심판에게 거칠게 달려들며 유니폼 상의를 벗어 심판에게 내팽겨치며 욕설을 가하는 등 격한 항의를 하여 물의를 빚었고, 이에 대해 인천 유나이티드는 구단 자체적으로 상벌위원회를 열어 무기한 출장정지와 벌금 500만원의 중징계를 내렸으며, 대한축구협회 또한 10월 10일 상벌위원회를 열어 대한축구협회와 한국프로축구연맹 주관 대회 1년간 출전 정지의 최고수위 징계를 받았다. 이후 2008년 4월에 인천 유나이티드가 대한축구협회에 사면을 요청하였고, 6월 26일 대한축구협회가 사면 요청을 공식적으로 받아들여 약 8개월 간의 징계를 마치고 그라운드에 복귀하였다.
2009년 제주 유나이티드로 이적하였다.
2009년 12월, 이상협과 트레이드되며 FC 서울로 이적하였다. 2010 K-리그 강원 FC와의 원정 경기에서 서울에서의 첫 골을 터뜨린 데 이어 추가골까지 성공시키며 팀의 승리를 이끌었다.
2011년 11월 21일, 박희도와 트레이드되어 여효진과 함께 부산 아이파크로 이적하였다.
2013년 7월 23일, 무앙통 유나이티드로 이적하였다.

## 플레이 스타일
빠른 발을 활용하며 상대 수비를 공략한다. 공중볼을 따내려는 움직임이 좋고 수비 가담도 준수하다.

## 경력

### 선수 경력
- 2004년 ~ 2008년  인천 유나이티드
- 2009년  제주 유나이티드
- 2010년 ~ 2011년  FC 서울
- 2012년 ~ 2013년  부산 아이파크
- 2013년  무앙통 유나이티드
- 2014년  에어 포스 센트럴
- 2015년 ~ 2016년  크다 FA
- 2017년 ~  시암 네이비 FC

## 수상

### 개인
- 1998년 전국 선수권대회 득점왕 수상
- 1998년 서울시배 축구대회 득점왕 수상
- 2007년 제21회 스포츠서울 올해의 프로축구 대상 연간 스피드골상 수상

### 클럽

#### 인천 유나이티드
- K-리그 준우승 1회 (2005년)